# Makarasphaera amnicosa
Makarasphaera amnicosa là một loài chân đều trong họ Sphaeromatidae. Loài này được Bruce miêu tả khoa học năm 2005.